# Johann Heinrich Köhler
Johann Heinrich Köhler (* 1669 in Langensalza; † 5. Mai 1736 in Dresden) war ein sächsischer Goldschmied und Hofjuwelier.

## Leben
Johann Heinrich Köhler war Sohn von Christoph Köhler und dessen Ehefrau Anna Christine, geb. Werner. Er absolvierte eine Ausbildung zum Goldschmied, wahrscheinlich bei Michael Köhler, einem wie er in der Stadt Langensalza lebenden Onkel. Mitte der 1690er Jahre zog Köhler in die kursächsische Residenzstadt Dresden, die Heimatstadt seines Vaters und Großvaters. Letzterer hatte den sächsischen Kurfürsten 44 Jahre als Hofschneider gedient.
Köhler gelang es bald, sich eine Existenz als Goldschmied in Dresden aufzubauen. Nach der Gesellenzeit erwarb er 1701 das Meisterrecht, und 1707 das Bürgerrecht. Ab 1703 ist eine eigene Werkstatt mit zwei Gesellen dokumentiert. August der Starke, sächsischer Kurfürst und zugleich König von Polen, tätigte bei Köhler bereits seit Beginn des 18. Jahrhunderts Ankäufe für seine Pretiosensammlung. Er bestimmte Köhler 1718 als Nachfolger des verstorbenen Hofjuweliers Gottfried Döring. Zeugnis des beruflichen Aufstieges Köhlers stellt 1719 der Erwerb eines großen Wohn- und Geschäftshauses auf der Großen Frauengasse in Dresden dar.
Nach einer ersten Ehe mit Anna Christina, geb. Kretschmar, die früh verstarb, heiratete Köhler 1700 die Witwe des Chirurgen Gustav Unger, der im Dresdner Festungsbau tätig gewesen war. Christiane Diez(e), verwitwete Unger, brachte mit Christiane Sophie eine Tochter mit in die Ehe, die aus ihrer Verbindung mit dem verstorbenen Kurfürsten Johann Georg IV., dem älteren Bruder Augusts des Starken, hervorgegangen war.
Am 5. Mai 1736 verstarb Johann Heinrich Köhler im Alter von 67 Jahren. Am 9. Mai 1736 wurde er auf dem Dresdner Johannisfriedhof beigesetzt.

## Werk
Köhlers Gesamtwerk als Goldschmied und Hofjuwelier umfasst Perlfiguren, zu Genreszenen und Charakterstudien weiterverarbeitete Elfenbeinstatuetten, Fassungen von Prunkgefäßen, Juwelengarnituren und wenige sakrale Objekte. Das erste datierbare Werk ist die reich mit Gemmen besetzte Triumpharchitektur mit zwei Obelisken. Die Triumpharchitektur gehörte zu einem größeren Konvolut aus der königlichen Pretiosensammlung, das August der Starke im Januar 1706 in Hamburg verpfänden ließ. Einen Höhepunkt seines Schaffens stellt der Nautiluspokal mit Korallenzinken von 1724 dar. Hierfür verarbeitete Köhler mehrere Fragmente aus den kurfürstlichen Sammlungen: einen Fuß in Gestalt eines Drachens mit Korallenzinken (3. Viertel 16. Jahrhundert) sowie ein Nautilusgehäuse aus dem Umkreis der Amsterdamer Künstlerfamilie Bellekin mit Groteskendarstellungen (1. Hälfte 17. Jahrhundert). Beide Versatzstücke dienten ihm als Inspiration für die Verbindungsstücke: eine Schaftfigur, die sich auf die Grotesken bezieht sowie einen speienden Drachen, der auf der Kuppa sitzt. Die Zusammenführung der Einzelteile zu einem Ganzen gelang so überzeugend, dass das Prunkgefäß seinen Charakter als Konglomerat kaum mehr erkennen lässt.
Im Gebiet der Prunkuhren zeigte Köhler ein Kaleidoskop seiner Fähigkeiten und erinnert darin an die acht Prunkschalen Johann Melchior Dinglingers. Die gemeinsam mit dem Uhrmacher Johann Gottlieb Graupner entwickelte Hubertusuhr von 1728 weist die einzige erhaltene Signatur des Hofjuweliers auf. Unter August III., dem Sohn Augusts des Starken, wurde Köhler 1733 mit der Anfertigung der Krönungsinsignien für den Kurfürst-König und seine Frau Maria Josepha betraut, die sich heute im Nationalmuseum Warschau befinden. An seinem Lebensende stiftete Köhler seiner Taufkirche St. Stephan in Langensalza ein großformatiges, mit 350 Edel- und Schmucksteinen besetztes Altarkreuz, gemeinsam mit 200 Talern für einen jährlichen Gedächtnisgottesdienst an Karfreitag. In der Nachlassakte des Hofjuweliers befindet sich die Abschrift einer detailreichen Werkbeschreibung, die vermutlich von ein bis zwei Gutachtern im Zuge der Nachlassabwicklung verfasst wurde. Das zum Zeitpunkt von Köhlers Tod unvollendet gebliebene Altarkreuz stellte der Dresdner Silberarbeiter Johann Siegmund Weniger fertig.
Köhlers Tätigkeit als Hofjuwelier umfasst über die genannten Werkgruppen hinaus Alltagsarbeiten wie Inventuren, die Taxierung von Kunstwerken, das Arrangieren von Objekten in Vitrinen und auch die Begleitung von Kunsttransporten. Im Zuge der Einrichtung des Grünen Gewölbes versetzte er darüber hinaus zahlreiche Goldschmiedeobjekte aus der kurfürstlichen Sammlungen in einen ausstellungsfähigen Zustand. Solche Arbeiten (Neuvergolden, Auffrischung von Farbfassung, Reparaturen und Ergänzungen) werden in einer 1724 von Köhler gestellten Rechnung ausführlich dokumentiert.
Neben seinen Aufgaben als Hofjuwelier betätigte sich Köhler, wie viele zeitgenössische Goldschmiede, weiterhin mit der Herstellung und dem Handel von und mit Gold- und Silberwaren sowie Juwelen und tätigte private Finanzgeschäfte.

## Pretioseninventar von 1725
Die Mehrzahl der Werke Köhlers befindet sich heute im Grünen Gewölbe (Staatliche Kunstsammlungen Dresden). Insgesamt 41 Objekte aus der Sammlung können ihm durch Quellen sicher zugeschrieben werden. Eine besondere Rolle spielt dabei ein Inventar der königlichen Pretiosen vom 5. Januar 1725, das Köhler mitverfasst hat. Dieses „Inventarium Derer Königl: Pretiosen welche sich in den Königl: Grünen Gewölbe befinden“ bezeugt Köhlers Autorschaft zahlreicher Werke („von Köhlern“).
Neben Johann Melchior Dinglinger und dessen Werkstatt kann Köhler als bedeutender Vertreter der höfischen Goldschmiedekunst im ersten Drittel des 18. Jahrhunderts in Dresden gelten.